# Liste der Kulturdenkmäler in Aarbergen
Die folgende Liste enthält die in der Denkmaltopographie ausgewiesenen Kulturdenkmäler auf dem Gebiet  der Gemeinde Aarbergen, Rheingau-Taunus-Kreis, Hessen.
Hinweis: Die Reihenfolge der Denkmäler in dieser Liste orientiert sich zunächst an Ortsteilen und anschließend der Anschrift, alternativ ist sie auch nach der Bezeichnung, der vom Landesamt für Denkmalpflege vergebenen Nummer oder der Bauzeit sortierbar.
Kulturdenkmäler werden fortlaufend im Denkmalverzeichnis des Landes Hessen durch das Landesamt für Denkmalpflege Hessen auf Basis des Hessischen Denkmalschutzgesetzes (HDSchG) geführt. Die Schutzwürdigkeit eines Kulturdenkmals hängt nicht von der Eintragung in das Denkmalverzeichnis des Landes Hessen oder der Veröffentlichung in der Denkmaltopographie ab.

Das Vorhandensein oder Fehlen eines Objekts in dieser Liste ist keine rechtsverbindliche Auskunft darüber, ob es Kulturdenkmal ist oder nicht: Diese Liste entspricht möglicherweise nicht dem aktuellen Stand der offiziellen Denkmaltopographie. Diese ist für Hessen in den entsprechenden Bänden der Denkmaltopographie Bundesrepublik Deutschland und im Internet unter DenkXweb – Kulturdenkmäler in Hessen einsehbar. Auch diese Quellen sind, obwohl sie durch das Landesamt für Denkmalpflege Hessen aktualisiert werden, nicht immer aktuell, da es im Denkmalbestand immer wieder Änderungen gibt.
Eine verbindliche Auskunft erteilt allein das Landesamt für Denkmalpflege Hessen.
Nutze diese Kartenansicht, um Koordinaten in der Liste zu setzen. In dieser Kartenansicht sind Kulturdenkmale ohne Koordinaten mit einem roten bzw. orangen Marker dargestellt und können in der Karte gesetzt werden. Kulturdenkmale ohne Bild sind mit einem blauen bzw. roten Marker gekennzeichnet, Kulturdenkmale mit Bild mit einem grünen bzw. orangen Marker.

## Kulturdenkmäler nach Ortsteilen

### Daisbach
| Bild           | Bezeichnung                       | Lage | Beschreibung | Bauzeit                           | Objekt-Nr. |
| -------------- | --------------------------------- | --- | --- | --------------------------------- | ---------- |
| weitere Bilder | Hofreite                          | Daisbach, Graf-von-Galen-Straße 1 LageFlur: 18, Flurstück: 80/9                                                                                               | Hofreite in Ecklage an der Einmündung der Graf-von-Galen-Straße in die Langgasse. Die Hofreite besteht aus einem Fachwerkwohnhaus aus der 1. Hälfte des 18. Jahrhunderts von gedrungenen Proportionen. Das Haus ist vollständig verkleidet, jedoch nach Fensterstellung und -dimension ohne Beeinträchtigung des Gefüges; vielleicht mit Zierformen wie bei weiteren örtlichen Beispielen. Rechtwinklig schließt sich eine Scheune des 19. Jahrhunderts und ein kleineres Nebengebäude mit hölzernem Torbau an. | 1. Hälfte des 18. Jahrhunderts    | 13361 DDB  |
| weitere Bilder | Hofreite                          | Daisbach, Graf-von-Galen-Straße 3 LageFlur: 18, Flurstück: 81/1                                                                                               | |                                   | 13362 DDB  |
| Hofreite       | Hofreite                          | Daisbach, Graf-von-Galen-Straße 4 LageFlur: 17, Flurstück: 81/5                                                                                               | |                                   | 13363 DDB  |
| weitere Bilder | Katholische Pfarrkirche St. Josef | Daisbach, Graf-von-Galen-Straße 5, Graf-von-Galen-Straße, Gustav-Adolf-Straße, Gustav-Adolf-Straße 2/4 LageFlur: 18, Flurstück: 114/3, 82, 83, 84/4, 84/5, 85 | 1709 als Anbau zum Pfarrhaus eine Rechteckkapelle in Fachwerkbauweise, mit Mansarddach und Dachreiter. 1739 einen schmalen dreiseitigen Chor hinzugefügt. | 1669-1670 Pfarrhaus, 1677 Kapelle | 13360 DDB  |
| Hofreite       | Hofreite                          | Daisbach, Graf-von-Galen-Straße 6 LageFlur: 18, Flurstück: 91/1                                                                                               | |                                   | 13364 DDB  |
| weitere Bilder | Wohnhaus                          | Daisbach, Langgasse 11 LageFlur: 17, Flurstück: 7 | |                                   | 13365 DDB  |
| weitere Bilder | Hofreite                          | Daisbach, Langgasse 23 LageFlur: 18, Flurstück: 65/2 | |                                   | 13366 DDB  |
| Wohnhaus       | Wohnhaus                          | Daisbach, Langgasse 35 LageFlur: 18, Flurstück: 71/1 | |                                   | 13367 DDB  |
| weitere Bilder | Dreiseithof                       | Daisbach, Lindenstraße 1 LageFlur: 18, Flurstück: 77 | |                                   | 13368 DDB  |

### Hausen über Aar
| Bild            | Bezeichnung                         | Lage | Beschreibung | Bauzeit | Objekt-Nr. |
| --------------- | ----------------------------------- | --- | ------------ | ------- | ---------- |
| Bild gesucht BW | Brücke über die Aar                 | Hausen über Aar, Aar (Zum Wingert) LageFlur: 10, Flurstück: 50/3                                                              |              |         | 13372 DDB  |
| Bild gesucht BW | Aartalbahn, Langenschwalbacher Bahn | Hausen über Aar, Eisenbahn LageFlur: 4, 5, 9, 10, 22, 29, 30, 31, Flurstück: 64/8, 1, 46/1, 46/2, 45/1, 152/1, 85/1, 95, 76/2 |              |         | 820148 DDB |
| weitere Bilder  | Friedhofseingang mit Ehrenmal       | Hausen über Aar, Im Feldchen LageFlur: 9, Flurstück: 10/2                                                                     |              |         | 13371 DDB  |
| Bild gesucht BW | Ehemaliges Forsthaus                | Hausen über Aar, Wingertwiesen o.Nr. LageFlur: 5, Flurstück: 81                                                               |              | 1927    | 13370 DDB  |
| Bild gesucht BW | Hofreite                            | Hausen über Aar, Zum Wingert 14 LageFlur: 10, Flurstück: 28/1                                                                 |              |         | 13373 DDB  |
| Bild gesucht BW | Hofreite                            | Hausen über Aar, Zum Wingert 15 LageFlur: 10, Flurstück: 40                                                                   |              |         | 13374 DDB  |
| Bild gesucht BW | Doppelwohnhaus                      | Hausen über Aar, Zum Wingert 18/20 LageFlur: 10, Flurstück: 30/3, 31                                                          |              |         | 13375 DDB  |

### Kettenbach
| Bild            | Bezeichnung                         | Lage                                                                              | Beschreibung | Bauzeit | Objekt-Nr. |
| --------------- | ----------------------------------- | --------------------------------------------------------------------------------- | ------------ | ------- | ---------- |
| Bild gesucht BW | Brunnen                             | Kettenbach, Burgschwalbacher Weg (vor Unterstraße 1b) LageFlur: 4, Flurstück: 1/2 |              |         | 13382 DDB  |
| Bild gesucht BW | Aartalbahn, Langenschwalbacher Bahn | Kettenbach, Eisenbahn LageFlur: 2, Flurstück: 23/2                                |              |         | 820147 DDB |
| Bild gesucht BW | Hofreite                            | Kettenbach, Kirchgasse 8 LageFlur: 3, Flurstück: 82/4                             |              |         | 13377 DDB  |
| Bild gesucht BW | Evangelische Pfarrkirche            | Kettenbach, Kirchgasse 14 LageFlur: 3, Flurstück: 80                              |              |         | 13378 DDB  |
| Bild gesucht BW | Rathaus                             | Kettenbach, Rathausstraße 1 LageFlur: 2, Flurstück: 112/1                         |              | 1927    | 13379 DDB  |
| Bild gesucht BW | Wohnhaus                            | Kettenbach, Scheidertalstraße 13 LageFlur: 1, Flurstück: 44/9                     |              |         | 13380 DDB  |
| Bild gesucht BW | Wohnhaus                            | Kettenbach, Scheidertalstraße 15 LageFlur: 1, Flurstück: 45                       |              |         | 13381 DDB  |
| Bild gesucht BW | Bahnhof                             | Kettenbach, Zum Scheidertal 5 LageFlur: 2, Flurstück: 33/8                        |              | 1894    | 925089 DDB |

### Michelbach
| Bild                     | Bezeichnung                                     | Lage | Beschreibung | Bauzeit                    | Objekt-Nr. |
| ------------------------ | ----------------------------------------------- | --- | --- | -------------------------- | ---------- |
| Bild gesucht BW          | Bahnhof                                         | Michelbach, Bahnhof LageFlur: 55, Flurstück: 9/11 | | 1890                       | 952480 DDB |
| Bild gesucht BW          | Michelbacher Tunnel                             | Michelbach, Eisenbahn LageFlur: 24, Flurstück: 14/3, 6/3 | Leicht gekrümmte Tunnelröhre | 1894                       | 925090 DDB |
| Bild gesucht BW          | Hofreite                                        | Michelbach, Hauptstraße 15 LageFlur: 43, Flurstück: 16/1 | Hofreite aus traufständigem Wohnhaus und parallel gestellter kleiner Fachwerkscheune. Der stattliche verputzte Backsteinbau fällt durch die plastische Fassadengliederung mit im Giebel abgetrepptem Blendrahmen, Bändern und Eckquaderung im Erdgeschoss auf. Stichbogenfenster des Obergeschosses mit bekrönendem Gesims, giebelseitiger Eingang mit Oberlicht. | Mitte des 19. Jahrhunderts | 13384 DDB  |
| Bild gesucht BW          | Ehemalige Schule                                | Michelbach, Hauptstraße 17 LageFlur: 43, Flurstück: 15/1 | Preußischer Dorfschultyp aus unverputztem Backsteinmauerwerk. In der Form des klaren, hochragenden Baukörpers mit Satteldach über langrechteckigem Grundriss wie im Fassadenaufbau mit regelmäßig angeordneten hohen Stichbogenfenstern ähnlich der Schule Hohenstein-Breithardt von 1876. Baugleiche Details in der zurückhaltend plastischen Fassadengliederung durch Blendrahmen mit abgetrepptem Konsolfries unter der Traufe. Neuer Eingang nicht an ursprünglicher Stelle.                                                           | um 1880                    | 13385 DDB  |
| Bild gesucht BW          | Wohnhaus                                        | Michelbach, Hauptstraße 35 LageFlur: 40, Flurstück: 42/1 | | Spätes 19. Jahrhundert     | 13386 DDB  |
| Bild gesucht BW          | Ehemalige Michelbacher Hütte, Passavant-Werke   | Michelbach, Hüttenstraße, Hütte, Wilhelm-Passavant-Straße 14 LageFlur: 18, Flurstück: 1/17, 1/18, 1/19, 1/21 | siehe bei den folgenden 3 Objekteinträgen |                            | 962602 DDB |
| Bild gesucht BW          | Villa Passavant                                 | Michelbach, Hütte LageFlur: 18, Flurstück: 1/18 | Die Villa Passavant ist die ehemalige Direktorenvilla des Firmengründers und steht mit Gartenpavillon und Einfriedung unter Denkmalschutz. Das Haus wurde 1890 erbaut, mit nachfolgenden Um- und Anbauten verschiedener Epochen. Heutige Nutzung als Gästehaus und Schulungsgebäude. Der Komplex ist auf winkelförmigem Grundriss über ansteigendem Geländeniveau, oberhalb eines angestauten Teiches erbaut. Jeweils unterschiedliche Erscheinung der Fassaden zur Hof- und Gartenseite mit neuklassizistischen und Jugendstil-Elementen. | 1890                       | 962602 DDB |
| Bild gesucht BW          | Ehemalige Direktorenwohnhäuser                  | Michelbach, Wilhelm-Passavant-Straße 14 LageFlur: 18, Flurstück: 1/21 | Bei den Direktorenwohnhäusern handelt es sich um eine Gruppe aus zwei Wohngebäuden unterschiedlicher Bauzeit. Das ältere, gegen Ende des 19. Jahrhunderts entstandene Gebäude ist in schmuckloser Fachwerkkonstruktion errichtet, daran anschließendes befindet sich ein villenartiges Wohnhaus um 1930. Dieses ist ein verputzter Kubus mit Walmdach und Segmenterker mit runden, gedrechselten Holzsäulen. |                            | 962602 DDB |
| Bild gesucht BW          | Altes Verwaltungsgebäude der Michelbacher Hütte | Michelbach, Hütte LageFlur: 18, Flurstück: 1/18 | Das Gebäude befindet sich in beherrschender Lage über dem Werksareal. Es handelt sich um einen Fachwerkbau des 18. Jahrhunderts mit jüngeren Veränderungen des Gefüges. Ein kleiner Dachreiter mit Haubenlaterne und Uhr bestimmt das Aussehen des Daches. An der Giebel- und östlichen Traufseite befindet sich abgerundetes Schwellholz, profiliertes Rähm. Die Haustür und Anbauten stammen aus dem 19. Jahrhundert. |                            | 962602 DDB |
| Bild gesucht BW          | Zimmermannsmühle                                | Michelbach, Im Aartal 1, Oben im Mühlgrund LageFlur: 56, Flurstück: 114, 90, 91/1 | | 1830                       | 13392 DDB  |
| Bild gesucht BW          | Wohnhaus                                        | Michelbach, Im Aaartal 8 LageFlur: 55, Flurstück: 2/1 | | 1890–1900                  | 13388 DDB  |
| Bild gesucht BW          | Naunhäuser Hof                                  | Michelbach, Im Aaartal 15/16 LageFlur: 54, Flurstück: 24, 26/2 | | 18. / 19. Jahrhundert      | 13389 DDB  |
| weitere Bilder           | Alte Pfarrkirche                                | Michelbach, Kirchstraße LageFlur: 39, Flurstück: 1, 2 | |                            | 13390 DDB  |
| Evangelische Pfarrkirche | Evangelische Pfarrkirche                        | Michelbach, Kirchstraße 4b LageFlur: 40, Flurstück: 34 | | 1907                       | 13391 DDB  |
| Bild gesucht BW          | Aartalbahn, Langenschwalbacher Bahn             | Michelbach, Oben im Mühlgrund, Festerbach, Eisenbahn, Bergen, B 54, Aar LageFlur: 17, 18, 24, 55, 56, 57, Flurstück: 3/2, 56/5, 14/3, 2/2, 6/3, 44/2, 71/2, 90, 9/13, 112, 114, 22, 23, 45/1, 86, 19/14, 19/2, 29/1, 30/12 | |                            | 820146 DDB |
| Bild gesucht BW          | Hofanlage                                       | Michelbach, Obergasse 1 LageFlur: 43, Flurstück: 63 | |                            | 13393 DDB  |
| Bild gesucht BW          | Hofreite                                        | Michelbach, Obergasse 15 LageFlur: 43, Flurstück: 23 | |                            | 13394 DDB  |

### Panrod
| Bild                    | Bezeichnung              | Lage                                                         | Beschreibung | Bauzeit                | Objekt-Nr. |
| ----------------------- | ------------------------ | ------------------------------------------------------------ | ------------ | ---------------------- | ---------- |
| Hofreite                | Hofreite                 | Panrod, Brunnenstraße 2 LageFlur: 22, Flurstück: 51/1        |              |                        | 13399 DDB  |
| weitere Bilder          | Evangelische Pfarrkirche | Panrod, Hühnerstraße LageFlur: 23, Flurstück: 125, 26/1, 27  |              | 1321                   | 13400 DDB  |
| weitere Bilder          | Wohnhaus                 | Panrod, Palmbachstraße 51 LageFlur: 23, Flurstück: 40/1      |              |                        | 13402 DDB  |
| Wohnhaus einer Hofreite | Wohnhaus einer Hofreite  | Panrod, Palmbachstraße 55 LageFlur: 23, Flurstück: 43/4      |              |                        | 13403 DDB  |
| weitere Bilder          | Brunnen                  | Panrod, Palmbachstraße (K 525) LageFlur: 21, Flurstück: 70/4 |              | Spätes 19. Jahrhundert | 13401 DDB  |

### Rückershausen
| Bild            | Bezeichnung                         | Lage                                                                                     | Beschreibung | Bauzeit | Objekt-Nr. |
| --------------- | ----------------------------------- | ---------------------------------------------------------------------------------------- | ------------ | ------- | ---------- |
| Bild gesucht BW | Gesamtanlage Friedrich-Ebert-Straße | Rückershausen, Friedrich-Ebert-Str. 14–25 Lage                                           |              |         | 13405 DDB  |
| Bild gesucht BW | Brücke                              | Rückershausen, Aar (Friedrich-Ebert-Straße), Eisenbahn LageFlur: 29, Flurstück: 85/1, 86 |              | 1859    | 13406 DDB  |
| Bild gesucht BW | Aartalbahn, Langenschwalbacher Bahn | Rückershausen, Eisenbahn LageFlur: 22, 29, 30, 31, Flurstück: 152/1, 85/1, 95, 76/2      |              |         | 820149 DDB |
| Bild gesucht BW | Evangelische Kirche                 | Rückershausen, Friedrich-Ebert-Straße 2a LageFlur: 29, Flurstück: 60                     |              |         | 13407 DDB  |